# Горьков, Сергей Николаевич
Серге́й Никола́евич Горько́в (род. 1 декабря 1968, Гай, Оренбургская область, РСФСР, СССР) — российский управленец.  Генеральный директор — Председатель Правления акционерного общества «Росгеология» с 1 апреля 2019 года.
Заместитель министра экономического развития Российской Федерации (26 июля 2018 — 1 апреля 2019), председатель «Внешэкономбанка» (2016—2018), заместитель председателя правления «Сбербанка» (2010—2016).

## Биография
Родился 1 декабря 1968 года в городе Гай Оренбургской области. В 1994 году окончил Академию Федеральной службы безопасности Российской Федерации по специальности «правоведение». В 2002 году окончил Российскую экономическую академию имени Г. В. Плеханова по специальности «финансы и кредит». Владеет арабским, немецким и английским языками.
В 1994—1997 годах работал заместителем начальника управления, начальником управления по работе с персоналом банка «Менатеп». С 1997 по 2005 год работал на руководящих должностях кадровой службы в нефтяных компаниях «ЮКОС» и «ЮКОС-Москва». В период работы в ЮКОСе Горьков курировал масштабные социальные и образовательные программы нефтяной компании, в частности, молодёжное движение «Новая цивилизация», которое стало одним из самых дорогостоящих социальных проектов ЮКОСа. В 2005 году, в разгар «дела ЮКОСа» Горьков уехал в Лондон, где занимался бизнесом; входил в совет директоров энергетической компании Eton Energy Limited и компании по продаже алкоголя The New Muscovy Company Limited. В 2006 году вернулся в Россию. В 2005—2008 годах входил в состав совета директоров транспортной группы Fesco, в то время принадлежавшей Сергею Генералову — бывшему коллеге по ЮКОСу.

### «Сбербанк России»
В ноябре 2008 года назначен директором департамента кадровой политики ОАО «Сбербанк России». Горьков в 2009 году провёл масштабную реорганизацию кадровой структуры «Сбербанка». В общей сложности 200 000 сотрудников прошли дополнительное обучение с целью повышения эффективности работы. Была внедрена система оценки персонала под названием «5+», по которой работник компании оценивается по пяти параметрам, от личной результативности до умения работать в команде и ориентированности на клиента. Была внедрена дифференцированная система оплаты труда работников — в зависимости как от личных усилий, так и от результатов работы всего отделения. По итогам нововведений штат Сбербанка в 2009 году сократился на 8%, до 240 000 человек.
В октябре 2010 года Горьков был введён в состав правления и назначен на должность заместителя председателя правления «Сбербанка». На этой должности курировал международную деятельность и международные сделки «Сбербанка», в том числе покупку 100% акций австрийского Volksbank International AG и 99,85% акций турецкого DenizBank. С октября 2012 года по февраль 2016 года одновременно занимал пост председателя совета директоров дочернего банка ОАО «Сбербанк России» в Казахстане.

### Председатель «Внешэкономбанка»

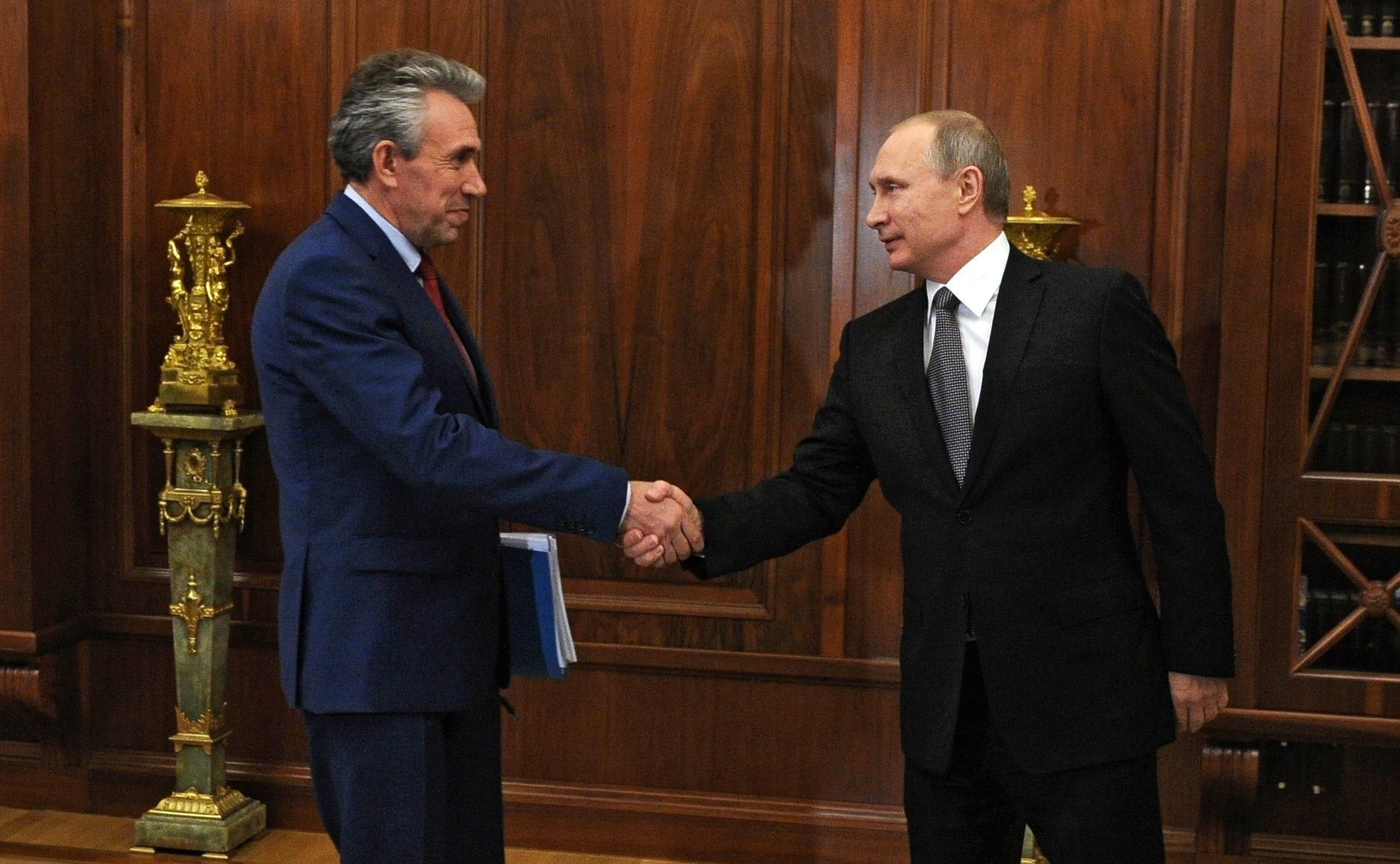
С Президентом России
Владимиром Путиным, 2016 год

В середине 2015 года у «Внешэкономбанка» сложилась кризисная ситуация: размер проблем банка оценивался в 1,5 трлн рублей. Основными причинами стали убытки по кредитам, выданным ряду российских и украинских инвесторов под покупку промышленных активов на Украине, главным образом в Донбассе, на сумму 561 млрд руб. (эти вложения оказались убыточными из-за войны на Донбассе) и кредиты на подготовку Олимпийских игр 2014 года в Сочи на сумму 240 млрд руб. (многие взявшие эти кредиты компании не смогли их обслуживать). В числе прочих мер по улучшению ситуации было принято решение сменить руководство банка. 26 февраля 2016 года указом президента Российской Федерации В. Путина Сергей Горьков был назначен на должность председателя «Внешэкономбанка» вместо Владимира Дмитриева.
В марте 2016 года была начата оценка топ-менеджмента «Внешэкономбанка». Программа, получившая название «Лидеры перемен» имела целью выбрать 50 человек, которые должны стать костяком для реформирования «Внешэкономбанка». В конце 2016 года менеджментом «Внешэкономбанка» был подготовлен проект новой стратегии развития банка до 2021 года. Согласно ей, для улучшения баланса необходимо было избавиться от большинства дочерних структур в России и от всех зарубежных дочерних банков и сосредоточиться на инвестициях в инфраструктуру, промышленные проекты высоких переделов, а также в поддержку экспортных проектов российских компаний; банку не обойтись было и без существенных субсидий со стороны государства. Впрочем, программа изменений не позволила Внешэкономбанку решить основные финансовые проблемы - в 2017 году организация показала рекордный убыток в 287,7 млрд руб. Аудит ВЭБа после ухода Сергея Горькова с поста председателя показал избыточность численности и расходов на персонал. При этом у ВЭБа на консолидированном уровне показатель эффективности деятельности (cost to income, отношение затрат к доходам) в 2017 году был около 70%, что существенно выше, чем у других финансовых компаний.
28 июня 2016 года вошёл в состав директоров «Объединённой авиастроительной корпорации».

### Дальнейшая карьера
26 июля 2018 года назначен заместителем министра экономического развития Российской Федерации.
После скандала в АО «Росгеология», связанного с замруководителя Русланом Горрингом, и последующего увольнения руководителя ведомства Романа Панова, в апреле 2019 года Сергей Горьков назначен генеральным директором — председателем Правления акционерного общества «Росгеология».

## Международные санкции
Из-за вторжения РФ на Украину попал под санкции США и Австралии.

## Награды
- Медаль ордена «За заслуги перед Отечеством» II степени.
- Почётная грамота Правительства Российской Федерации (1998).
- Медаль «За вклад в развитие Евразийского экономического союза» (29 мая 2019 года, Высший Евразийский экономический совет)[17].